# Episodi di Chicago Med (sesta stagione)
La sesta stagione della serie televisiva Chicago Med, composta da 16 episodi a causa dell'emergenza dovuta alla pandemia di COVID-19 diffusasi anche a Chicago, dov'è ambientata la serie, è stata trasmessa in prima visione negli Stati Uniti d'America su NBC dall'11 novembre 2020 al 26 maggio 2021.
In Italia i primi 9 episodi sono stati trasmessi su Premium Stories dal 17 febbraio al 14 aprile 2021, mentre i restanti 7 sono stati trasmessi dal 12 ottobre al 9 novembre 2021 su Sky Serie. In chiaro viene trasmessa su Italia 1 dal 22 luglio a 2 settembre 2022.
| nº | Titolo originale                         | Titolo italiano                      | Prima TV USA     | Prima TV Italia  |
| -- | ---------------------------------------- | ------------------------------------ | ---------------- | ---------------- |
| 1  | When Did We Begin to Change?             | Quando tutto è cambiato              | 11 novembre 2020 | 17 febbraio 2021 |
| 2  | Those Things Hidden In Plain Sight       | Nascoste ma perfettamente visibili   | 18 novembre 2020 | 24 febbraio 2021 |
| 3  | Do You Know the Way Home                 | La strada verso casa                 | 13 gennaio 2021  | 3 marzo 2021     |
| 4  | In Search of Forgiveness, Not Permission | Compromessi a fin di bene            | 27 gennaio 2021  | 10 marzo 2021    |
| 5  | When Your Heart Rules Your Head          | Quando vincono le emozioni           | 3 febbraio 2021  | 17 marzo 2021    |
| 6  | Don't Want To Face This Now              | Ora non posso affrontarlo            | 10 febbraio 2021 | 24 marzo 2021    |
| 7  | Better Is the Enemy of Good              | Il meglio è il nemico del bene       | 17 febbraio 2021 | 31 marzo 2021    |
| 8  | Fathers and Mothers, Daughters and Sons  | Padri e madri, figlie e figli        | 10 marzo 2021    | 7 aprile 2021    |
| 9  | For the Want of A Nail                   | Ossessione                           | 17 marzo 2021    | 14 aprile 2021   |
| 10 | So Many Things We've Kept Buried         | Quello che abbiamo nascosto          | 31 marzo 2021    | 12 ottobre 2021  |
| 11 | Letting Go Only to Come Together         | Lasciarsi per tornare insieme        | 7 aprile 2021    | 17 ottobre 2021  |
| 12 | Some Things Are Worth the Risk           | Rischi necessari                     | 21 aprile 2021   | 19 ottobre 2021  |
| 13 | What A Tangled Web We Weave              | Relazione                            | 5 maggio 2021    | 24 ottobre 2021  |
| 14 | A Red Pill, a Blue Pill                  | Una pillola rossa, una pillola blu   | 12 maggio 2021   | 26 ottobre 2021  |
| 15 | Stories, Secrets, Half Truths and Lies   | Storie, segreti, mezze verità, bugie | 19 maggio 2021   | 2 novembre 2021  |
| 16 | I Will Come to Save You                  | Ti salvo io!                         | 26 maggio 2021   | 9 novembre 2021  |

## Quando tutto è cambiato
- Titolo originale: When Did We Begin to Change?
- Diretto da: Michael Pressman
- Scritto da: Diane Frolov, Andrew Schneider e René Balcer (non accreditato)

### Trama
Lo staff del Chicago Med è alle prese con la nuova routine creata dalla pandemia di COVID-19. Choi, Lanik e April combattono in prima linea. Will nel frattempo è alle prese con una nuova ricaduta di Hannah, andata di nuovo in overdose. Natalie e Crockett si occupano invece di una ragazza affetta da leucemia, mentre il dottor Charles, colpito dalla COVID e poi guarito, cerca di fare chiarezza con sua figlia, che si dà la colpa per aver passato inconsapevolmente il virus al padre.

## Nascoste ma perfettamente visibili
- Titolo originale: Those Things Hidden In Plain Sight
- Diretto da: John Polson e Gloria Muzio (non accreditata)
- Scritto da: Stephen Hootstein, Daniel Sinclair e Michael S. Chernuchin (non accreditato)

### Trama
Lanik, per la troppa pressione dovuta alla pandemia di COVID, rassegna le dimissioni da responsabile ad interim della medicina d'urgenza. Al suo posto viene nominato Ethan nuovo responsabile, ma non tutti sono felici della scelta, soprattutto Will che, rimasto senza casa dopo il trasferimento di Hannah, sperava scegliessero lui in quanto medico più veterano dell'ospedale. Intanto Will prende in carico un uomo che ha subito un incidente e che presenta delle sacche d'aria nel corpo. Natalie invece si occupa di una detenuta in gravidanza con nausea e pressione alta, mentre Crockett della ex moglie del dottor Charles alla quale trova un'ulcera duodenale. April intanto, nel reparto COVID, combatte contro le ingiustizie legate alla pandemia.

## La strada verso casa
- Titolo originale: Do You Know the Way Home

### Trama
Ethan, nuovo responsabile dell'ospedale, decide di risistemare i reparti dopo aver sentito la Goodwin che gli ha comunicato che un altro ospedale ha chiuso per la COVID. Trasferisce quindi con difficoltà April dal reparto COVID, nel quale lavorava ormai da un mese, alle urgenze. Maggie e Will, che ha deciso di entrare nel programma di prova di un nuovo farmaco per curare le cardiopatie, si occupano di un anziano con problemi di cuore, che è già sotto terapia farmacologica. Halstead propone quindi di testare il farmaco all'uomo, che accetta. In seguito però arriva la figlia che è contraria alla proposta di Will, ma con l'aiuto di Maggie, farà cambiare idea alla donna. Intanto Crockett e Lanik prendono in carico una giovane donna paramedico che è stata accoltellata al fianco, mentre Nathalie viene messa a lavorare in telemedicina, in quanto la sua paziente non vuole andare in ospedale per la pandemia. Nel frattempo April ed Ethan, con l'aiuto di Daniel, seguono una ragazza spaventata che scoprono in seguito essere stata rapita quando era solo una bambina.

## Compromessi a fin di bene
- Titolo originale: In Search of Forgiveness, Not Permission

### Trama
Nel reparto COVID un paziente va in arresto cardiaco, Ethan proibisce ad uno specializzando di effettuare il massaggio cardiaco per le norme anti-COVID e gli ordina di procedere col defibrillatore, ma il paziente non ce la fa e muore. Successivamente, alle emergenze Ethan e Charles prendono in carico un chirurgo plastico che è svenuto mentre si stava asportando un lipoma. Il programma di prova di Will del nuovo farmaco per curare le cardiopatie va a rilento anche se aiutato da April, in quanto non riesce a trovare pazienti disposti ad andare in ospedale a causa della pandemia, così decide di entrare in affari con un cardiologo. Nathalie e Crockett si occupano di una ragazza affetta da cancro. Marcel vuole operarla per togliere più tumore possibile, ma la primaria di oncologia si oppone e gli proibisce di procedere. Crockett, con l'assistenza di Nathalie, procede ugualmente con l'operazione decidendo all'ultimo di eseguire un intervento ancora sperimentale espiantando uno alla volta i reni, ripulendoli della materia cancerosa e reimpiantandoli. La primaria scopre i due e giura che verranno licenziati, ma la riuscita dell'intervento salva i due medici. Nel frattempo Auggie, il bambino preso in affido da Maggie e Ben con una malattia degenerativa al fegato, peggiora e viene inserito nella lista dei trapianti.

## Quando vincono le emozioni
- Titolo originale: When Your Heart Rules Your Head

### Trama
Al Chicago Med arrivano finalmente i primi vaccini anti-COVID e Will riceve la sua prima dose. Intanto Ethan, Crockett e Noah Sexton, tornato dopo un periodo di studi, prendono in carico una coppia di anziani svenuti per una fuga di gas. La donna muore subito e, vedendo il corpo della moglie, il marito, che Noah riconosce come il famoso dottor Coleman, cade in uno stato di agitazione che costringe i medici a intubarlo. Daniel combatte contro Susan, la sua ex-moglie, che vuole trasferirsi con la figlia Anna e la battaglia legale è sempre più aspra. Nel frattempo proprio Anna arriva in ospedale per chiedere a Nathalie aiuto per una prescrizione di anticoncezionali. Nathalie la sottopone a una serie di test e scopre che la ragazza non ha bisogno di anticoncezionali perché è già incinta. Intanto Will ed April si occupano di un paziente, che era stato ricoverato per COVID ma poi guarito, al quale diagnosticano una cardiopatia causata dal virus. Noah e Crockett scoprono che Coleman aveva in realtà tentato di aiutare la moglie a suicidarsi in quanto soffriva di SLA e non voleva rimanere totalmente paralizzata. Ethan chiama così la polizia in quanto nell'Illinois non è presente una legge per il suicidio assistito e Coleman viene così accusato di omicidio. Noah non è d'accordo e decide di lasciare che Coleman si suicidi grazie ad una siringa lasciatagli vicino da Noah stesso. Ethan, furioso, vuole denunciare tutto ad Atwater, ma, grazie ad April, si trattiene, è costretto però a licenziare Noah dall'ospedale per negligenza.

## Ora non posso affrontarlo
- Titolo originale: Don't Want To Face This Now

### Trama
Crockett e Nathalie si occupano di una ragazza che durante il lavoro in un cantiere si è infilata uno spuntone di ferro nel fianco. Durante l'intervento Marcel scopre che la ragazza ha un tumore al fegato, lei si rifiuta di farselo togliere, ma Crockett la convince raccontandole la storia di sua figlia morta di leucemia. Daniel scopre senza volerlo che sua figlia Anna è incinta. Successivamente la giovane sanguina e viene portata dal padre in ospedale dove Nathalie, tramite test, le dice che ha abortito l'ovulo male impiantato e che è una situazione molto comune. Ethan e April intanto hanno in carico un uomo che ha dolori alla testa e al viso da anni, ma nessun medico da cui è andato è riuscito a trovare la diagnosi giusta. Choi scopre che il suo paziente soffre di una patologia al trigemino, così contatta il dottor Abrams, neurochirurgo, che si occupa dell’intervento, restituendo all’uomo una vita normale. Nel frattempo arriva in ospedale la ragazza che era stata rapita da bambina ed April era riuscita a riconoscerla tra le bimbe scomparse e a farle ritrovare la madre. Se ne occupa Will, con l'aiuto del dottor Charles e di April, la ragazza sembra si sia buttata dall'auto della madre e riporta ferite su tutto il corpo. Auggie peggiora e l'unica soluzione per curarlo è il trapianto di fegato, ma Maggie non è riuscita a trovare nessun familiare del bambino e l'unico compatibile è affetto da amiloidosi, ma l'intervento non può essere fatto se non consentito da un familiare, ma Auggie non ne ha e Maggie e Ben non vengono considerati tali. Così i due decidono di fare subito domanda di adozione con procedura d'urgenza. Sharon Goodwin, grande amica di Maggie, autorizza il trapianto contro il parere del comitato etico così Auggie finalmente guarisce.

## Il meglio è il nemico del bene
- Titolo originale: Better Is the Enemy of Good

### Trama
Crockett e Natalie prendono in carico un uomo, accompagnato dal fidanzato, che fa fatica a respirare, ma non si tratta di COVID. I due scoprono che l'uomo ha un tumore ai polmoni e che la polmonite lo ha rallentato, ma Marcel gli comunica che non si può operare e di procedere con la chemioterapia, anche se pessimista vista l'aggressività del cancro, rivelandogli che gli resterà un anno. La coppia gay decide quindi di sposarsi subito chiedendo a Marcel e a Natalie di fargli da testimoni. Will assiste una delle pazienti della sperimentazione del dottore in stato confusionale e teme sia dovuto ad una conseguenza della somministrazione del farmaco. Ethan, che arriva in ospedale in ritardo, si occupa invece di un caso di investimento nel quale uno dei due pazienti ha spinto in strada l'altro con l'accusa di perseguitarlo chiamandolo con un nome che non appartiene a nessuno dei due, così decide di chiamare in assistenza il dottor Charles, ma nel frattempo Choi sviene per la troppa febbre. Daniel intanto continua ad indagare e scopre che il nome che il suo paziente continua a ripetere appartiene al suo predecessore alla cattedra da professore morto tempo fa e che quindi l'uomo teme di non essere all'altezza del predecessore. Ethan rivela che la mattina stessa è stato operato alla cistifellea e subito dopo l'intervento è scappato per tornare subito al lavoro chiedendo troppo a sé stesso.

## Padri e madri, figlie e figli
- Titolo originale: Fathers and Mothers, Daughters and Sons

### Trama
Natalie trova sua madre a terra, priva di sensi, e chiama un'ambulanza. In ospedale Crockett le diagnostica un'insufficienza cardiaca e le propone un intervento chirurgico. Will però, ancora in ottimi rapporti con la madre di Natalie, le propone di entrare nel programma di sperimentazione del farmaco contro le cardiopatie e la donna accetta, causando così la rabbia di Marcel. Intanto Ethan assume un nuovo medico al pronto soccorso, il suo ex insegnante dell'esercito Dean Archer, con il quale sembra abbia un rapporto ambiguo dal punto di vista gerarchico. Auggie conosce in ospedale suo fratello, arrivato con la famiglia adottiva dalla California per far conoscere i due ragazzi, ma, prima di ripartire, i genitori del ragazzo dicono a Maggie e a Ben che hanno intenzione di adottare anche Auggie, con lo scopo di riavvicinare i due fratelli. Nel frattempo Lanik si occupa di una donna arrivata in ospedale con la figlia neonata e che afferma di essere caduta dalle scale facendo così cadere la piccola, visitando la bambina però il dottore si accorge che si tratta di una bambola, e chiama così il dottor Charles. Quest'ultimo è alle prese con la figlia Anna, che non vuole partire per l'Arizona con la madre volendo restare a Chicago col padre, con il quale ha un rapporto più profondo. Daniel quindi parla con Susan, dicendole che non è una buona madre per Anna, avendola trascurata quasi sempre, così alla fine la donna decide di partire da sola, lasciando la figlia con il padre.

## Ossessione
- Titolo originale: For the Want of A Nail

### Trama
Un'apparente polmonite si trasforma in una sfida per il dottor Choi: un uomo mostra sintomi a prima vista indipendenti l'uno dall'altro.

## Tante cose sepolte
- Titolo originale: So Many Things We've Kept Buried

### Trama
Maggie riceve una lettera contenente la risposta alla richiesta di vedere sua figlia dopo 20 anni ma ha paura di aprirla. Nel frattempo Will ed Ethan visitano una donna incinta con il battito del cuore irregolare e i due hanno idee contrastanti su che terapia seguire. Crockett invece è alle prese con un paziente al quale hanno sparato e ha ancora la pallottola nella gamba, nel momento dell'intervento però Marcel scopre che la pallottola è stata risucchiata dal flusso del sangue ed è finita nell'atrio destro del cuore. Natalie, con l'aiuto del dottor Charles visita una donna che secondo loro è vittima di abusi da parte del marito ex militare, ma i due medici, tramite analisi più approfondite, scoprono che l'uomo soffre di una sindrome da disturbo postraumatico a causa delle missioni affrontate in Afghanistan da soldato e nel sonno rivive scene delle sue missioni e, senza volerlo, fa del male alla moglie.